# 뤄잉쥔
뤄잉쥔(駱應鈞, 낙응균, 영문명 Felix Lok, 1952년 10월 3일 ~ )은 중화인민공화국 홍콩 특별행정구의 영화배우, 텔레비전 연기자이다. 학력은 4년제 대학 중퇴 및 2년제 전문대학 중퇴이다.

## 생애
1976년 영화 《정일산(丁一山)》으로 영화배우 데뷔하였고 1977년부터는 텔레비전 드라마에도 출연하기 시작하였다.